# Улица Елены Белевич
Улица Елены Белевич (укр. Вулиця Олени Білевич) — улица в Деснянском районе города Чернигова. Пролегает от проспекта Мира до улицы Алексеева, исторически сложившаяся местность (район) Курганка.
Примыкают переулок Елены Белевич, улицы Мстиславская, Александра Самойленко, Юрия Мезенцева.

## История
Улица проложена в конце 1930-х годов для индивидуального жилищного строительства.
В 1990-е годы получила современное название — в честь участницы партизанского движения в УССР времён Великой Отечественной войны, уроженки Чернигова Елены Иосифовны Белевич.
Данная улица является третьей переименованной в четь Елены Белевич: до этого две другие носили данное название. В 1964 году улица Вольности (до 1919 года Елизаветинская) переименована на улицу Белевич — параллельно современным улицам Киевская и Софии Русовой. В связи с реконструкцией города, улица была ликвидирована, дома снесены; не её месте был проложен бульвар и вторая полоса улицы Ленина. В 1989 году улица на Бобровицком жилмассиве между улицами Генерала Пухова и Кольцевой была названа улица Белевич — современная улица Новосёлов. 

## Застройка
Улица пролегает в восточном направлении — к реке Стрижень — параллельно улицам Героев Чернобыля и Елены Билевич. Парная и непарная стороны улицы заняты усадебной застройкой. 
Учреждения:
1. дом № 11 А — детсад № 16

Ранее при въезде (возле школы № 11) стояла информационный (памятный) стенд, посвященный Елене Белевич. Был установлен в 1969 году, в 2003 году —реконструирован.